# Meow!
Meow! là một loại nước hoa được sáng tạo bởi ca sĩ người Mỹ Katy Perry và Gigantic Parfums. Loại nước hoa này được phát hành vào tháng 12 năm 2011 tại Nordstrom, là một sản phẩm tương tự như nước hoa đầu tiên của cô, Purr.

## Ý tưởng
Sau thành công của nước hoa Purr trước đây, Katy quyết định cùng với Gigantic Parfums thiết kế mùi hương thứ hai của mình. Cô nói "Đó là một mùi hương chị em. Purr với tôi là một chút hoa hơn, và Meow ngọt ngào hơn một chút. Có lẽ là do California Dreams Tour mà nó giống với thế giới bánh kẹo hơn, bởi vì mọi thứ tôi thấy trong năm qua đều giống như kẹo bông thơm hoặc kẹo bạc hà khổng lồ hoặc gấu gummy khổng lồ." Perry cũng mô tả nước hoa này "ăn được".

### Bao bì và mùi hương
Mùi hương của nước hoa được biết là "ngọt" hơn so với chai trước đó. Chai này là một chai hình con mèo về cơ bản giống với chai trước đó, khác với màu hồng nhạt và cổ áo là chữ "M". Mùi hương của Meow có các thành phần bao gồm lê, kim ngân và vani. Hương thơm cũng có mùi hương nhỏ của xạ hương và hổ phách.

## Phát hành
Vào ngày 1 tháng 12 năm 2011, Katy xác nhận rằng việc ra mắt nước hoa sẽ vào ngày 13 tháng 12 năm 2011, tại các cửa hàng Nordstrom. Tuy nhiên, trước ngày này nước hoa đã được đặt hàng trước.